# Statsbiblioteket, Århus

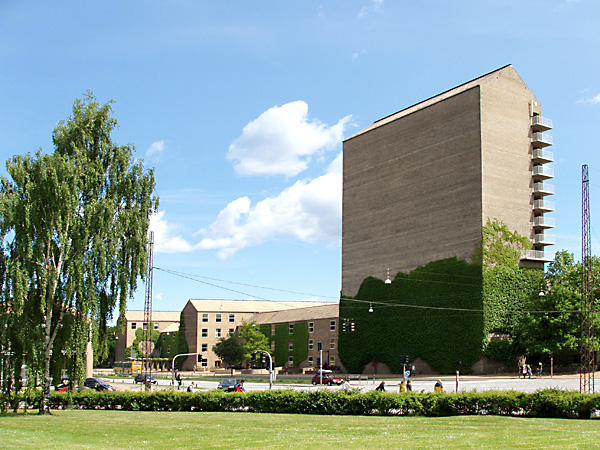
Statsbibliotekets bogtårn (boktorn) är en framträdande byggnad på Århus universitetsområde

Statsbiblioteket är ett bibliotek i Århus i Danmark. Det är universitetsbibliotek for Aarhus universitet, overcentralbibliotek for Danmarks folkbibliotek och utgör − tillsammans med Det Kongelige Bibliotek i Köpenhamn − Danmarks nationalbibliotek.
Biblioteket tillkom efter initiativ av överbibliotekarie Christian Bruun 1897 och inhystes in i en nyuppförd byggnad ritad av arkitekt Hack Kampmann. Byggnaden, som ansågs som en av tidens mest moderna, kallas Smyckeskrinet i folkmun och dekorerades av konstnären Karl Hansen Reistrup.

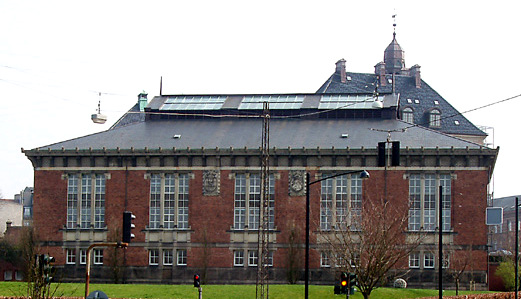
Smyckeskrinet

Biblioteket öppnade 1902 och flyttade 1922 till en ny, större byggnad. År 1928 innehöll det omkring 270 000 volymer och var det största danska biblioteket utanför Köpenhamn. I anslutning till Århus bibliotek upprättades 1918 Statens Avissamling, för insamling av danska tidningar. Samlingen omfattade 1928 15 000 band.
Sedan Aarhus universitet grundats 1933 kom biblioteket att knytas till universitetet som universitetsbibliotek.